# Pierre Violet-Marty
Pierre Violet-Marty (Tuïr, Rosselló, 3 d'octubre de 1894 - mort per França en un combat aeri a Nouillonpont, Mosa, 27 de desembre de 1916) va ser un aviador nord-català i heroi de guerra francès. Era englobat a l'Escadrille SPA.57. Va ser un as de l'aviació de la Primera Guerra Mundial amb 5 victòries homologades.
Pierre Violet-Marty figura a la Taula d'Honor de la Gran Guerra, sota el nom de Pierre Violet.
Agregat a l'esquadrilla 57 des del 29 de setembre de 1916, pilotava un Nieuport 17 sobre el qual havia escollit posar com a insígnia personal un senyera, en record dels seus orígens.

## Distincions
- Creu de guerra 1914-1918